# 信濃白鳥駅
信濃白鳥駅（しなのしらとりえき）は、長野県下水内郡栄村大字豊栄にある、東日本旅客鉄道（JR東日本）飯山線の駅である。

## 歴史
- 1925年（大正14年）11月19日：飯山鉄道により、停留場として開業[1][2][3]。
- 1928年（昭和3年）10月23日：駅へ昇格[1][2][3]。
- 1944年（昭和19年）6月1日：運輸通信省（のちの日本国有鉄道）への買収時に廃止[1][2][3]。
- 1946年（昭和21年）6月1日：仮乗降場として再開業[1][2][3]。
- 1950年（昭和25年）1月28日：仮乗降場から駅へ昇格[1][2][3]。
- 1961年（昭和36年）6月10日：業務委託駅となる[4]。
- 1982年（昭和57年）11月1日：荷物の扱いを廃止[5]。駅員無配置駅となり[6]、簡易委託化[7][8]。
- 1987年（昭和62年）4月1日：国鉄分割民営化により、東日本旅客鉄道の駅となる[3]。
- 2008年（平成20年）12月12日：駅舎を改築[1][2][9]。

## 駅構造
長野方面に向かって右側にある単式ホーム1面1線を持つ地上駅である。
飯山駅管理の簡易委託駅であり、駅舎内の窓口で栄村から委託された住民が切符の販売を行っている。

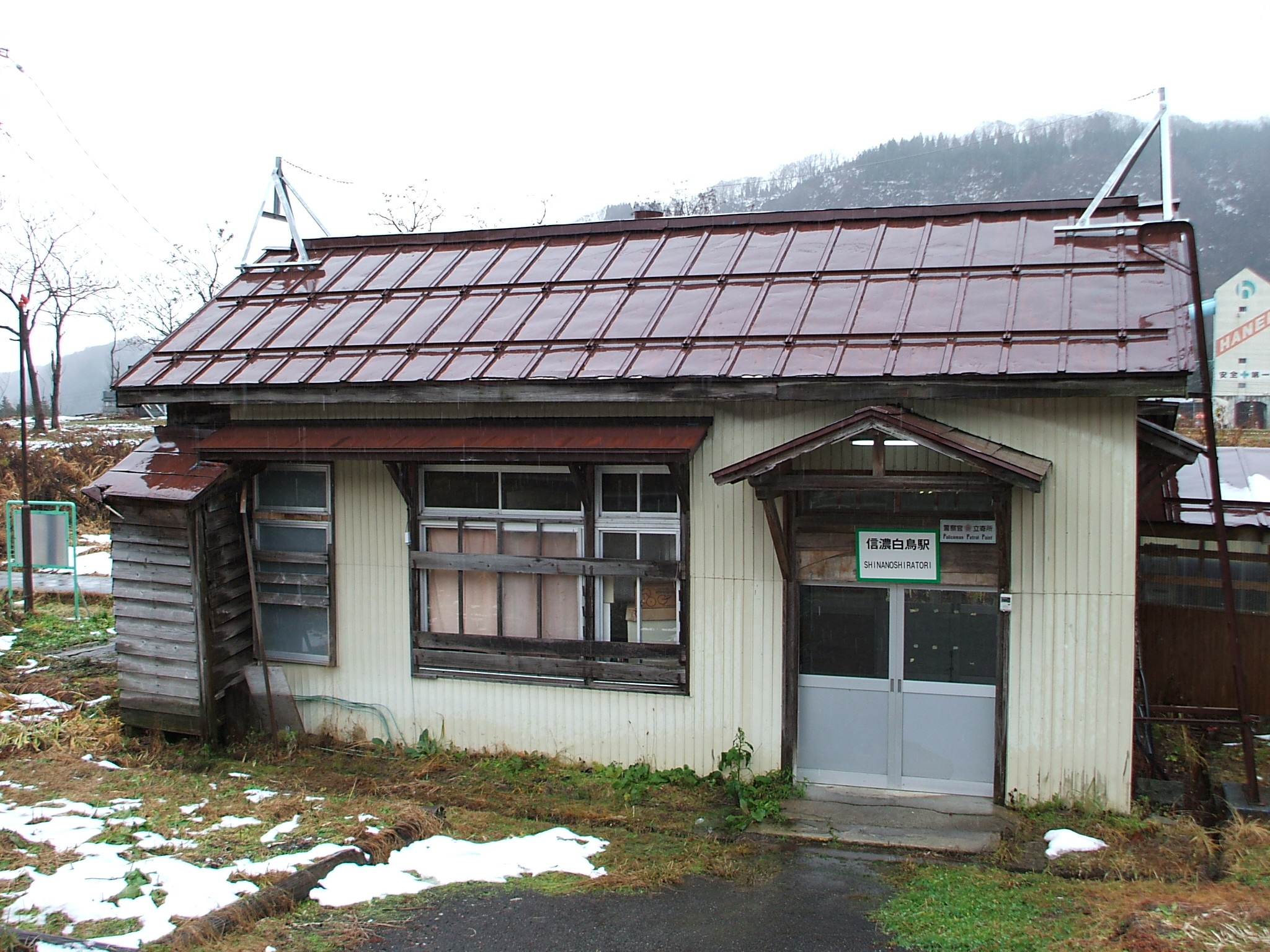
旧駅舎（2006年12月）
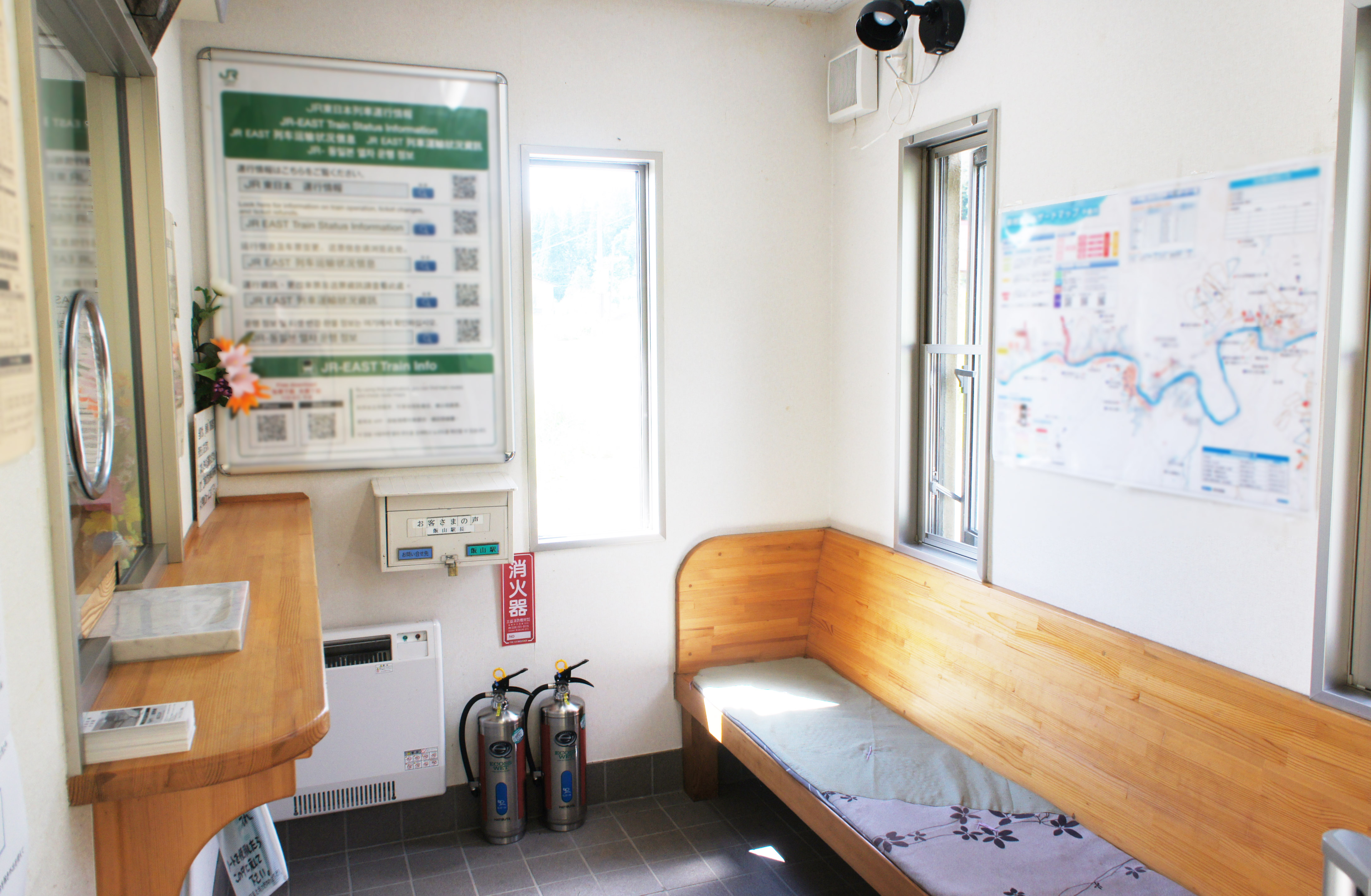
待合室（2021年9月）
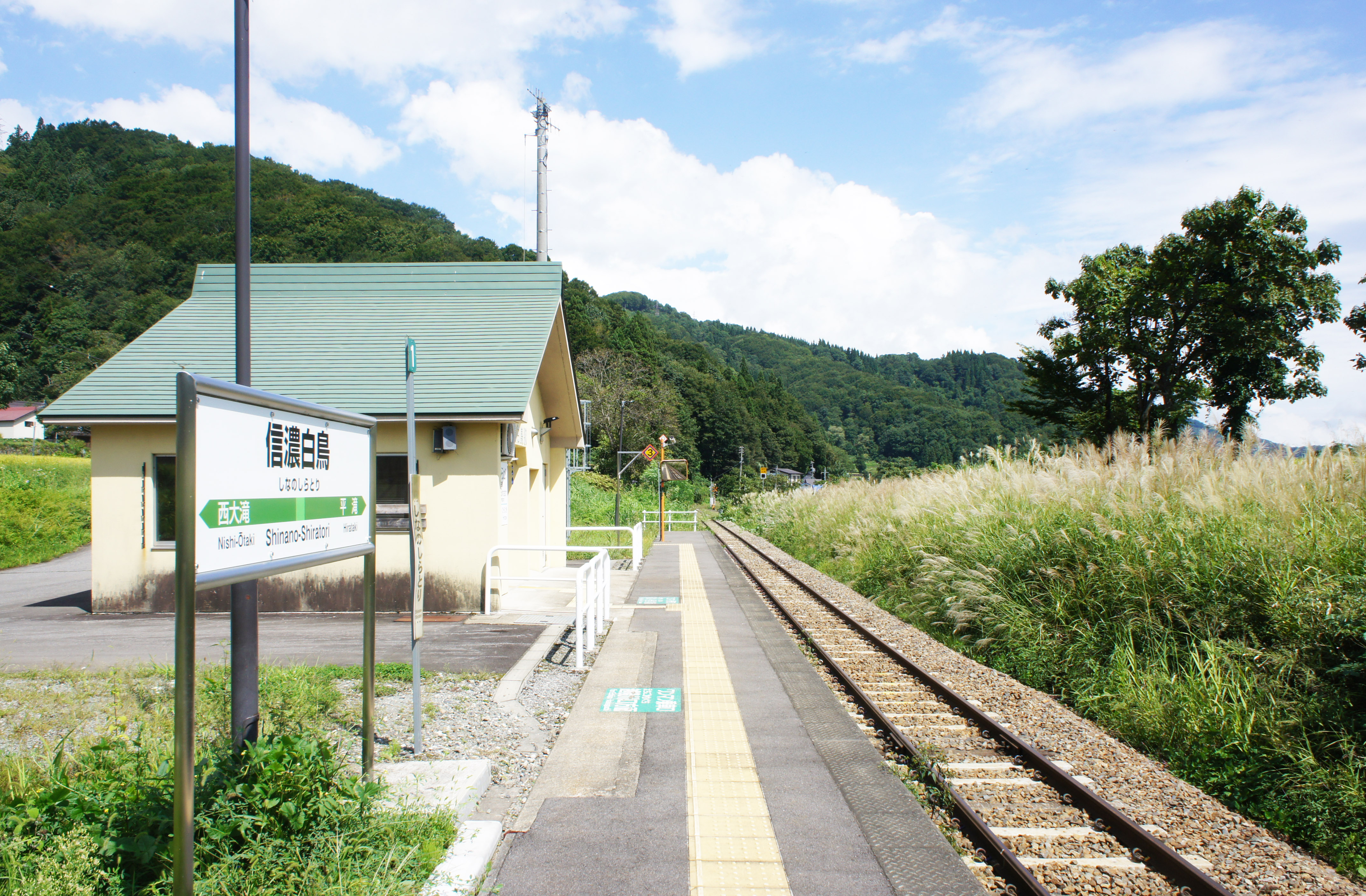
ホーム（2021年9月）

## 利用状況
JR東日本によると、2023年度（令和5年度）の1日平均乗車人員は5人である。
2000年度（平成12年度）以降の推移は以下のとおりである。
| 1日平均乗車人員推移 | 1日平均乗車人員推移 | 1日平均乗車人員推移 | 1日平均乗車人員推移 | 1日平均乗車人員推移 |
| 年度                | 定期外              | 定期                | 合計                | 出典                |
| ------------------- | ------------------- | ------------------- | ------------------- | ------------------- |
| 2000年（平成12年）  |                     |                     | 27                  | [ 利用客数 2 ]      |
| 2001年（平成13年）  |                     |                     | 29                  | [ 利用客数 3 ]      |
| 2002年（平成14年）  |                     |                     | 25                  | [ 利用客数 4 ]      |
| 2003年（平成15年）  |                     |                     | 24                  | [ 利用客数 5 ]      |
| 2004年（平成16年）  |                     |                     | 22                  | [ 利用客数 6 ]      |
| 2005年（平成17年）  |                     |                     | 20                  | [ 利用客数 7 ]      |
| 2006年（平成18年）  |                     |                     | 21                  | [ 利用客数 8 ]      |
| 2007年（平成19年）  |                     |                     | 11                  | [ 利用客数 9 ]      |
| 2008年（平成20年）  |                     |                     | 11                  | [ 利用客数 10 ]     |
| 2009年（平成21年）  |                     |                     | 10                  | [ 利用客数 11 ]     |
| 2010年（平成22年）  |                     |                     | 7                   | [ 利用客数 12 ]     |
| 2011年（平成23年）  |                     |                     | 6                   | [ 利用客数 13 ]     |
| 2012年（平成24年）  | 2                   | 7                   | 10                  | [ 利用客数 14 ]     |
| 2013年（平成25年）  | 2                   | 5                   | 8                   | [ 利用客数 15 ]     |
| 2014年（平成26年）  | 2                   | 5                   | 7                   | [ 利用客数 16 ]     |
| 2015年（平成27年）  | 2                   | 8                   | 10                  | [ 利用客数 17 ]     |
| 2016年（平成28年）  | 2                   | 7                   | 10                  | [ 利用客数 18 ]     |
| 2017年（平成29年）  | 1                   | 8                   | 9                   | [ 利用客数 19 ]     |
| 2018年（平成30年）  | 0                   | 6                   | 7                   | [ 利用客数 20 ]     |
| 2019年（令和元年）  | 1                   | 9                   | 10                  | [ 利用客数 21 ]     |
| 2020年（令和02年）  | 0                   | 7                   | 7                   | [ 利用客数 22 ]     |
| 2021年（令和03年）  | 0                   | 5                   | 6                   | [ 利用客数 23 ]     |
| 2022年（令和04年）  | 0                   | 4                   | 5                   | [ 利用客数 24 ]     |
| 2023年（令和05年）  | 0                   | 5                   | 5                   | [ 利用客数 1 ]      |

## 駅周辺
- 千曲川[2]
- 国道117号[2]

## 隣の駅
東日本旅客鉄道（JR東日本）
■飯山線
西大滝駅 - 信濃白鳥駅 - 平滝駅

### 記事本文
1. 1 2 3 4 5 6 7 8 9 10 11  『週刊 JR全駅・全車両基地』 21号 新潟駅・弥彦駅・津南駅ほか、朝日新聞出版〈週刊朝日百科〉、2012年12月30日、26頁。
2. 1 2 3 4 5 6 7 8 9 10 11 12  信濃毎日新聞社出版部『長野県鉄道全駅 増補改訂版』信濃毎日新聞社、2011年7月24日、47頁。ISBN 9784784071647。
3. 1 2 3 4 5 6 7  石野哲（編）『停車場変遷大事典 国鉄・JR編 Ⅱ』JTB、1998年、593頁。ISBN 978-4-533-02980-6。
4. ↑  『長鉄局二十年史』日本国有鉄道長野鉄道管理局、1971年3月30日、610頁。
5. ↑  「日本国有鉄道公示第143号」『官報』1982年10月30日。
6. ↑  「「通報」●飯山線信濃浅野駅ほか8駅の駅員無配置について（旅客局）」『鉄道公報』日本国有鉄道総裁室文書課、1982年10月30日、2面。
7. ↑  “村のあゆみ”.  栄村役場 (2015年). 2016年10月17日時点のオリジナルよりアーカイブ。2016年11月27日閲覧。
8. ↑  長野鉄道管理局 編『写真でつづる長野鉄道管理局の歩み』長野鉄道管理局、1987年3月10日、372頁。
9. ↑  “お知らせ”.  栄村役場 (2008年). 2009年5月1日時点のオリジナルよりアーカイブ。2016年11月27日閲覧。 “12月12日（金）信濃白鳥駅が新築され、供用を開始しました。”
10. ↑  “JR東日本：駅構内図・バリアフリー情報（信濃白鳥駅）”.   東日本旅客鉄道. 2024年9月4日閲覧。

### 利用状況
1. 1 2  各駅の乗車人員（2023年度） - 東日本旅客鉄道
2. ↑  各駅の乗車人員（2000年度） - 東日本旅客鉄道
3. ↑  各駅の乗車人員（2001年度） - 東日本旅客鉄道
4. ↑  各駅の乗車人員（2002年度） - 東日本旅客鉄道
5. ↑  各駅の乗車人員（2003年度） - 東日本旅客鉄道
6. ↑  各駅の乗車人員（2004年度） - 東日本旅客鉄道
7. ↑  各駅の乗車人員（2005年度） - 東日本旅客鉄道
8. ↑  各駅の乗車人員（2006年度） - 東日本旅客鉄道
9. ↑  各駅の乗車人員（2007年度） - 東日本旅客鉄道
10. ↑  各駅の乗車人員（2008年度） - 東日本旅客鉄道
11. ↑  各駅の乗車人員（2009年度） - 東日本旅客鉄道
12. ↑  各駅の乗車人員（2010年度） - 東日本旅客鉄道
13. ↑  各駅の乗車人員（2011年度） - 東日本旅客鉄道
14. ↑  各駅の乗車人員（2012年度） - 東日本旅客鉄道
15. ↑  各駅の乗車人員（2013年度） - 東日本旅客鉄道
16. ↑  各駅の乗車人員（2014年度） - 東日本旅客鉄道
17. ↑  各駅の乗車人員（2015年度） - 東日本旅客鉄道
18. ↑  各駅の乗車人員（2016年度） - 東日本旅客鉄道
19. ↑  各駅の乗車人員（2017年度） - 東日本旅客鉄道
20. ↑  各駅の乗車人員（2018年度） - 東日本旅客鉄道
21. ↑  各駅の乗車人員（2019年度） - 東日本旅客鉄道
22. ↑  各駅の乗車人員（2020年度） - 東日本旅客鉄道
23. ↑  各駅の乗車人員（2021年度） - 東日本旅客鉄道
24. ↑  各駅の乗車人員（2022年度） - 東日本旅客鉄道